# Constitution ivoirienne de 2016
Pour les articles homonymes, voir Constitution de la Côte d'Ivoire.
Lire en ligne

Texte officiel 2016 (PDF) et amendements de 2020

Constitution ivoirienne de 2000
La Constitution ivoirienne de 2016 est la loi fondamentale qui régit l’organisation et le fonctionnement des pouvoirs publics en Côte d'Ivoire depuis 8 novembre 2016. Cette constitution est la quatrième constitution adoptée par la Côte d'Ivoire, après celles de 1959, 1960 et de 2000. Elle institue la Troisième République. Elle est amendée le 19 mars 2020.

## Histoire
La Côte d’Ivoire a connu une décennie de crise politico-militaire, marquée par une partition entre le Nord, aux mains de la rébellion, et le Sud, contrôlé par le camp de Laurent Gbagbo. La période d’instabilité a culminé avec la crise poste électorale de 2010-2011, provoquée par le refus du président Laurent Gbagbo de reconnaître sa défaite et la victoire de son rival Alassane Ouattara à la présidentielle de novembre 2010.
Pendant la présidentielle de 2015, le président Alassane Ouattara avait promis une nouvelle constitution afin de remplacer celle de 2000, jugée responsable des crises en Côte d'Ivoire, notamment en raison du concept d'ivoirité. Un comité d'expert fut mis en place par le président en juillet 2016 afin de rédiger un projet de constitution.
Le projet définitif, adopté par le gouvernement et l'Assemblée nationale en octobre 2016 et publié au journal officiel, a été soumis au peuple ivoirien par référendum. Le résultat a été l'adoption du nouveau texte, promulgué par la loi n° 2016-886 du 8 novembre 2016 portant Constitution de la république de Côte d'Ivoire.

### Changements notables
La nouvelle constitution propose plusieurs changements par rapport à la constitution de 2000, notamment la suppression de plusieurs critères d'éligibilité pour le poste de président : la limite d'âge pour se présenter, auparavant fixée à 75 ans, disparaît, tandis que l'âge minimum est abaissé à 35 ans (art. 55).
Là où l'ancienne constitution imposait qu'un candidat soit « exclusivement de nationalité ivoirienne, né de père et de mère eux-mêmes ivoiriens d'origine », la nouvelle constitution remplace cette condition par « nés de père ou de mère ». Un seul des parents d'un candidat présidentiel a maintenant besoin de posséder la nationalité ivoirienne de naissance et ils ont maintenant la possibilité d'avoir eu une autre citoyenneté. Le candidat lui-même peut également avoir eu une autre nationalité, mais doit y renoncer avant de soumettre sa candidature.
Le poste de vice-président est créé. Il est élu en même temps que le président et lui succède en cas de vacance du pouvoir. Pour le mandat de Ouattara, élu avant cette modification, le vice-président sera exceptionnellement nommé par le président (art. 179).
Un Sénat est également créé, transformant alors le système parlementaire Ivoirien en système bicaméral. Les deux tiers du Sénat seront élus pour cinq ans en même temps que les députés et le président et son vice-président, tandis que le reste du Sénat sera nommé par le président "parmi les anciens présidents d'institution, les anciens Premiers ministres. et les personnalités et compétences nationales" (art. 87) . 
La Chambre des rois et chefs traditionnels, déjà existante, est inscrite dans la constitution. Elle se voit chargée de "la valorisation des us et coutumes" et de la « promotion des idéaux de paix ».
Enfin, la nouvelle constitution allège considérablement ses conditions de révision, en supprimant le recours obligatoire à un référendum dans plusieurs domaines. La mention « est obligatoirement soumis au référendum le projet ou la proposition de révision ayant pour objet l'élection du président de la République, l'exercice du mandat présidentiel, la vacance de la présidence de la République et la procédure de révision de la présente constitution » est supprimée. Un président peut désormais faire adopter des révisions de la constitution dans ces domaines par voie parlementaire, à la majorité des deux tiers des membres du Congrès (art.177). Cette faculté est utilisée en mars 2020, avec le vote d'une loi constitutionnelle modifiant la Constitution de 2016, et touchant l'organisation des pouvoirs exécutif, législatif et judiciaire. Le vice-Président n'est plus élu en même temps que le chef de l'État, mais nommé par celui-ci avec l'accord du Parlement. En cas d’impossibilité d’organiser des élections parlementaires, le Parlement sortant reste en fonction jusqu’à l’organisation de nouvelles élections. La Cour suprême est supprimée, et le pouvoir judiciaire est représenté par la Cour de cassation, le Conseil d'État et la Cour des comptes.

## Composition initiale en 2016
Cette constitution est composée d'un préambule et de 184 articles répartis en seize titres.

### Préambule
Ce préambule proclame l'adhésion de la Côte d'Ivoire aux droits et libertés contenus dans la Déclaration universelle des droits de l'homme de 1948 et dans la Charte africaine des droits de l'homme et des peuples de 1981, et crée donc de la sorte un bloc de constitutionnalité incluant ces trois textes (la Constitution, la Déclaration et la Charte), même si de très nombreux droits seront de nouveau proclamés dans la première partie de la Constitution. Ce préambule insiste également sur les libertés fondamentales (individuelles et collectives), la préservation du patrimoine culturel et de l'environnement, la séparation et l'équilibre des pouvoirs et la transparence dans la conduite des affaires publiques. Ce préambule insiste également sur la condamnation de tout changement anticonstitutionnel de régime, de mode non démocratique d'accession au pouvoir et de maintien au pouvoir.

### Titre premier:Des libertés, des droits et des devoirs
Ce premier titre, rassemblant les 47 premiers articles, est composée de deux parties : Des libertés et des droits (jusqu'à l'article 27) et Des devoirs (articles 28 à 47).

### Titre III:Du pouvoir exécutif
Cette partie, la plus longue (même si le titre premier contient plus d'articles, cette partie contient plus de mots) parle de la place importante qu'occupent le Président de la République, le Vice-président de la République et le Gouvernement. Ce titre (articles 53 à 84) fixe ses prérogatives, les conditions d'élection, ainsi que les rapports qu'il entretient avec les membres du gouvernement.
Le Président et le Vice-président sont élus sur un même ticket pour un mandat de cinq ans, renouvelables une fois. Ils doivent être exclusivement ivoiriens, nés de père ou de mère et âgés de 35 ans minimum. Le Vice-Président remplace le Président en cas de décès, démission ou incapacité absolue.
Le premier tour de l'élection présidentielle a lieu le dernier samedi du mois d'octobre de la cinquième année du mandat du président sortant. Si aucun candidat n'atteint la majorité absolue, le second tour a lieu le dernier samedi du mois de novembre de la même année. Seuls les deux tickets ayant recueilli le plus de voix accèdent au second tour.

### Titre IV:Du Parlement
Contient les articles 85 à 100.
Le parlement est composé de deux chambres: l'Assemblée nationale et le Sénat. Les membres de l'Assemblée nationale sont élus au suffrage direct pour un mandat de 5 ans. Deux tiers des sénateurs sont élus au suffrage indirect pour un mandat de 5 ans et un tiers des sénateurs est nommé par le Président.

### Titre V:Des rapports entre le pouvoir exécutif et le pouvoir législatif
Contient les articles 101 à 118.

### Titre VI:Des traités et accords internationaux
Contient les articles 119 à 123.

### Titre VII:De l'association, de la coopération et de l'intégration entre États africains
Contient les articles 124 à 125.

### Titre VIII:Du Conseil constitutionnel
Contient les articles 126 à 138.

### Titre IX:Du pouvoir judiciaire
Ce titre (articles 139 à 155) parle du pouvoir judiciaire. Après l'assurance que la séparation des pouvoirs sera respectée (art. 140), l'article 143 dresse le tableau des institutions à créer, sans entrer dans les détails. Donnée importante, l'inamovibilité des magistrats du siège (juges, art. 140). Les articles 145 et 146 suivants organise le Conseil supérieur de la Magistrature, présidé par une personnalité nommée par le Président de la République parmi les Hauts magistrats en fonction ou à la retraite.  Les articles 147 à 151 définissent les rôles de la Cour Suprême. Les articles 152 à 154 traitent de la Cour des Comptes.

### Titre X:De la Haute Cour de justice
Ce titre (articles 156 à 162) institue une Haute Cour de justice. Il est précisé sa composition (députés, sénateurs et président de la Cour suprême, art. 160), son champ de compétences sur le Président de la République (qui ne peuvent être jugés qu'en cas de haute trahison, art. 157), le Vice-président et les membres du Gouvernement (crimes ou délits pendant l'exercice de leur fonction) et sur les membres du Gouvernement (art. 158), les conditions de la mise en accusation (art. 161) et les limitations de sa compétence dans le cadre des crimes et délits institués par la loi (pas de rétro-activité, art. 159).

### Titre XI:Du Conseil économique, social, environnemental et culturel
Ce titre (articles 163 et 164) institue un Conseil économique, social, environnemental et culturel, une assemblée consultative chargé notamment de donner son avis sur les projets de loi (art. 163). Sa composition et les règles de son fonctionnement sont renvoyées vers une loi organique (art. 164).

### Titre XII:Du Médiateur de la République
Ce titre (articles 165 à  169) crée la fonction de Médiateur de la République. Nommé par le Président de la République (après consultation du Président de l'Assemblée nationale et du Président du Sénat) pour un mandat de six ans non renouvelable (art. 166), il est indépendant (art. 165 et 167). Ses attributions doivent être précisées dans une loi organique (art. 169).

### Titre XIII:Des collectivités territoriales
Le titre XIII est composé de courts articles (170 à 174). Ils instituent les communes et les régions (art. 170), tout en précisant que d'autres collectivités peuvent être créées (et supprimées) par la loi (art. 171). Les règles précises d'organisation des collectivités territoriales ont à être créées par des lois ordinaires (art. 172 à art. 174).

### Titre XIV:De la Chefferie traditionnelle
Ce titre (articles 175 à 176) Créé une Chambre des Rois et des Chefs traditionnels qui représente la Chefferie traditionnelle et regroupe les Rois et Chefs traditionnels de Côte d'Ivoire. Elle a pour buts la valorisation des us et coutumes, la promotion des idéaux de paix, de développement et de cohésion sociale et le règlement non juridictionnel des conflits communautaires.

### Titre XV:De la révision de la Constitution
Ce titre (articles 177 à 178) traite de la révision. Il est défini qui en a l'initiative (Président de la République et membres du Parlement) et les conditions du vote de l'Assemblée nationale permettant la prise en compte de la proposition de révision (majorité absolue). Il est obligatoire de mettre en place un référendum. Toutefois, le Président peut soumettre la proposition de révision au Parlement. Une majorité des deux tiers est suffisante. L'article 178 concerne les limites de la révision.

### Titre XVI:Des dispositions finales et transitoires
Ce dernier titre (articles 179 à 184) traite des conditions de mise en application de la Constitution. Moment de la promulgation (art. 184), désignation du Vice-président de la République (art. 179), mise en place des autres institutions créées (art. 181 et art. 182), vacance de la Présidence de la République (art. 180) et conservation des lois n'entrant pas en contradiction avec la nouvelle Constitution (art. 183).